# Joe Sentieri

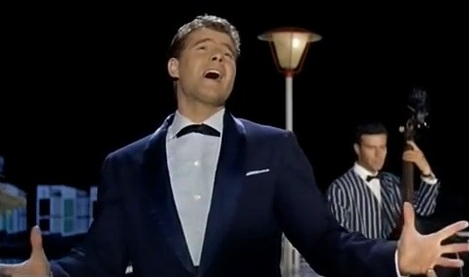
Joe Sentieri in der Komödie Caccia al marito (1960)

Joe Sentieri (eigentlich Rino Luigi Sentieri; * 3. März 1925 in Genua; † 27. März 2007 in Pescara) war ein italienischer Sänger und Schauspieler.

## Biografie
Seinen ersten Erfolg hatte Sentieri 1959 beim Musikwettbewerb Canzonissima mit seiner Interpretation des Liedes Piove (Ciao, ciao bambina), mit dem Domenico Modugno im selben Jahr einen Nummer-eins-Hit hatte. Mit Ritroviamoci und Milioni di scintille erzielte er 1959 große Verkaufserfolge. 1960 belegte er mit Quando vien la sera den dritten Platz beim Sanremo-Festival. In der italienischen Hitparade stieg das Lied auf Platz 2. Einen weiteren Top-10-Erfolg gab es mit dem Song È mezzanotte, der auf Platz 8 kam.
Sein international bekanntester Song ist Uno dei tanti. Das von Carlo Donida und Mogol komponierte Werk kam 1961 heraus. 1963 schrieben Jerry Leiber und Mike Stoller dazu einen englischen Text. Unter dem Titel I (Who Have Nothing) wurde der Song zum Welthit und über 30-mal gecovert, darunter von Tom Jones, Gladys Knight, Manfred Mann’s Earth Band, Ben E. King, Sylvester James, Luther Vandross und Shirley Bassey.
In den 1960er und 1970er Jahren war Sentieri in einigen Kinofilmen zu sehen, darunter Urlatori alla sbarra (1960) mit Adriano Celentano und Mina (Regie: Lucio Fulci) und Recht und Leidenschaft (1970) mit Ornella Muti (Regie: Damiano Damiani).
Am 27. März 2007 starb er im Alter von 82 Jahren an einer Hirnblutung im Krankenhaus Santo Spirito in Pescara.

## Filmografie (Auswahl)
- 1964: Drei Liebesnächte (Tre notti d’amore)
- 1968: Ed ora… raccomanda l’anima a Dio!
- 1970: Recht und Leidenschaft (La moglie più bella)
- 1977: Ich habe Angst (Io ho paura)